# Nicola Marschall

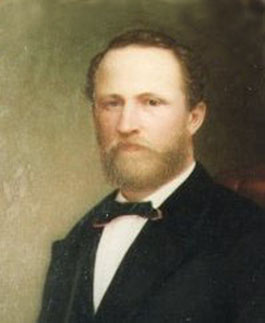
Selbstporträt, Öl auf Leinwand, 1867

Nicola Marschall (* 16. März 1829 in St. Wendel; † 24. Februar 1917 in Louisville, Kentucky) war ein deutsch-amerikanischer Porträtmaler.

## Leben
Nicola Marschall war der älteste Sohn des St. Wendeler Wirtes und Tabakspinners Emanuel Johann Marschall, der es seiner Heimatstadt zu einem gewissen Wohlstand gebracht hatte. Nach Vollmer studierte Nicola Marschall ab 1846 an der Kunstakademie Düsseldorf bei Wilhelm von Schadow Malerei. 1849 emigrierte er in die USA und kam über New Orleans, Louisiana und Mobile, Alabama, nach Marion. Dort nahm er im Jahre 1851 am Marion Female Seminary eine Stelle als Kunstlehrer an. In den folgenden Jahren erwarb er sich einen guten Ruf als Porträtmaler. 1857 brach er zu einer Europareise auf. Nach einem Aufenthalt in Düsseldorf und München, wo er mit Joseph Bernhardt zusammenarbeitete, und einer Studienreise durch Frankreich und Italien kehrte er 1859 nach Marion zurück.

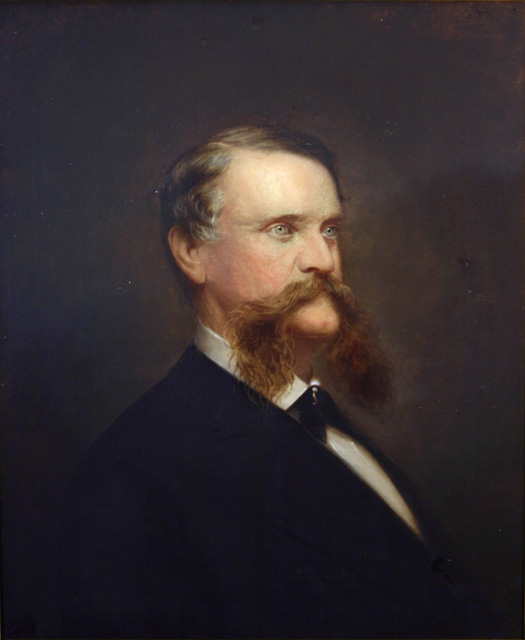
John C. Breckinridge, 1881

Am 11. Januar 1861 schloss sich Alabama den Konföderierten Staaten von Amerika an und schied aus der Union aus. In dieser Zeit soll Marschall für die Konföderierten Staaten deren Flagge „Stars and Bars“ und die grauen Uniformen der Konföderierten Armee entworfen haben. Diese Version über den Ursprung von Flagge und Uniform wurde 1905 in mehreren US-amerikanischen Zeitungen mit einer Reihe von Details und angeblich wörtlichen Zitaten Marschalls wiedergegeben. In einem jahrelangen Streit über die Urheberschaft, der um 1910 mit dem Bürgerkriegs-Teilnehmer Orren Randolph Smith (1827–1913) aus Louisburg, North Carolina, welcher den Entwurf der Flagge für sich beanspruchte, geführt wurde, konnte schließlich keine der beiden Seiten die Urheberschaft beweisen. Aus zeitgenössischen Südstaaten-Zeitungen geht keine einzelne Person hervor, die als Entwerfer der Flagge genannt wird. Unter Berücksichtigung von Marschalls künstlerischer Reputation, seinen Verbindungen zur Familie des Gouverneurs von Alabama und seiner Flaggenentwürfe, die im Alabama Department of Archives and History belegt sind, neigen Wissenschaftler allerdings der These zu, dass sein Entwurf dem der Flagge der Konföderierten Staaten zugrunde liegt. Während des Sezessionskrieges diente er als First Lieutenant unter Major Samuel Lockett (1837–1891). Nach Kriegsende kehrte er nach Marion zurück und heiratete Martha Eliza (genannt Mattie), geb. Marshall (!), mit der er drei Kinder hatte.
Durch die wirtschaftlichen Depression im Süden zog Marschall 1872 von Marion nach Mobile und ein Jahr darauf nach Louisville, Kentucky. Auf der Centennial Exhibition in Philadelphia, der ersten offiziellen Weltausstellung in den USA, im Jahre 1876 gewann er eine Medaille für seine Porträts. 1908 musste er die Malerei aus gesundheitlichen Gründen aufgeben; während seiner Karriere porträtierte er unter anderem Jefferson Davis, Abraham Lincoln und John C. Breckinridge.
Nach seinem Tod wurde er auf dem Cave Hill Cemetery von Louisville bestattet, seine 1925 verstorbene Frau wurde an seiner Seite beigesetzt.

## Ehrungen
- Am 4. März 1935 wurde in Marion (Alabama) ein Monument zum Gedenken an den Marschall zugeschriebenen Entwurf der „Stars and Bars“ eingeweiht.[10] Es befindet sich im historischen Distrikt Marion Courthouse Square.[11]
- 1964 wurde am Grab von Marshall für den Artist of Confederacy eine Gedenktafel aufgestellt.